# یوسیپ وبر
یوسیپ وبر (کرواتی: Josip Weber; ۱۶ نوامبر ۱۹۶۴ – ۸ نوامبر ۲۰۱۷) بازیکن فوتبال اهل [کرواسی]]-بلژیک بود.
از باشگاه‌هایی که در آن بازی کرده‌است می‌توان به باشگاه فوتبال سرکل بروژ، باشگاه فوتبال هایدوک اسپلیت، باشگاه فوتبال اندرلشت، و باشگاه فوتبال سیبالیا اشاره کرد.
وی همچنین در تیم‌های ملی فوتبال کرواسی و بلژیک بازی کرده‌است.